# Furin
Furin (EC 3.4.21.75, prohormonska konvertaza, PACE, enzim razlaganja uparenih baznih aminokiselina, konvertujući enzim uparenih baznih aminokiselina, serinska proteinaza PACE, PC1, SPC3, proproteinska konvertaza) je enzim. Ovaj enzim katalizuje sledeću hemijsku reakciju
Oslobađanje maturisanih proteina iz njihovih proproteina razlaganjem -Arg-Xaa-Yaa-Arg- veza, gde Xaa može da bude bilo koja aminokiselina, dok je Yaa: Arg ili Lys. Oslobađa se albumin, komplementna komponenta C3 i von Vilebrandov faktor iz njihovih prekurzora
Ova grupa peptidaza je strukturno i funkcionalno slična sa keksinom.

## Literatura
- Nicholas C. Price; Lewis Stevens (1999). Fundamentals of Enzymology: The Cell and Molecular Biology of Catalytic Proteins (Third изд.). USA: Oxford University Press. ISBN 019850229X.
- Eric J. Toone (2006). Advances in Enzymology and Related Areas of Molecular Biology, Protein Evolution (Volume 75 изд.). Wiley-Interscience. ISBN 0471205036.
- Branden C; Tooze J. Introduction to Protein Structure. New York, NY: Garland Publishing. ISBN 0-8153-2305-0.
- Irwin H. Segel. Enzyme Kinetics: Behavior and Analysis of Rapid Equilibrium and Steady-State Enzyme Systems (Book 44 изд.). Wiley Classics Library. ISBN 0471303097.

## Spoljašnje veze
- Furin на 